# Novomoskovsk (Oblast' di Tula)
Novomoskovsk è una città della Russia europea centrale (oblast' di Tula). Appartiene amministrativamente al rajon Novomoskovskij, del quale è il capoluogo.
Si trova nella parte orientale dell'oblast' di Tula, fra il corso dei fiumi Don (nella zona delle sue sorgenti) e Šat, 60 chilometri a est del capoluogo regionale Tula.
Novomoskovsk ebbe origine nel XVIII secolo, sul sito di una tenuta dei conti Bobrinskij, che cominciarono, verso la fine del secolo successivo, un certo sviluppo dell'attività industriale. Questo sviluppo proseguì anche durante il periodo sovietico, nel campo dell'estrazione del carbone. La città si chiamò Bobriki (Бо́брики) fino al 1934 e Stalinogorsk (Сталиного́рск) da quell'anno al 1961.
Dal 2008 come rajon fa parte della città anche la località di Sokol'niki.